# Tsvi Misinai
Tsvi Jekhorin Misinai (hébreu : צבי מסיני), né le 15 avril 1946, est un chercheur, auteur et historien israélien.

## Biographie
Tsvi Misinai est né à  Jérusalem en Palestine mandataire en 1946 de parents juifs ashkénazes. Il a achevé ses études de physique au Technion de Haïfa en 1968. Il a été le premier Israélien à recevoir le Rothschild Award for industrial development dans le domaine des logiciels en 1992.
Misinai a fondé la Sapiens International Corporation et l'a présidée jusqu'en 1994. Il a inscrit le principe du Positive Thinking en informatique et inventé la technologie Rule Based Object Oriented pour développer les applications de data processing, un projet commencé à l'Institut Weizmann en 1972. Il se définit comme juif laïc et habite à Rehovot.
Pionnier de l'industrie du logiciel  israélienne, il emploie aujourd'hui son temps à étudier et documenter les racines hébraïques communes aux Juifs et aux Arabes de Palestine.

## Théorie de l'origine hébraïque des Palestiniens
Misinai a pour la première fois entendu parler de la théorie des "Origines hébraïques des Palestiniens" par son père, Hayim Avraham, un juif allemand qui a servi dans la Royal Artillery pendant la Seconde Guerre mondiale. Il a commencé à étudier le sujet après le début de la seconde Intifada en 2000. Il a abandonné l'informatique pour rechercher les Palestiniens qui reconnaissent leur héritage juif. Avec l'espoir que cet effort peut amener la paix, il a fondé le projet "The Engagement." Il prétend que la majorité du peuple palestinien — y compris les Arabes israéliens et les  Bédouins du Negev — sont les descendants des anciens Hébreux, et qu'ils sont eux-mêmes conscients de ce fait. 
Selon Misinai, contrairement aux ancêtres des Juifs actuels qui étaient des citadins, les ancêtres hébreux des Palestiniens étaient des villageois, et furent autorisés à rester dans le pays d'Israël pour travailler la terre et fournir céréales et huile d'olive à Rome. Demeurés dans le pays, les Palestiniens se convertirent partiellement au christianisme pendant la période byzantine. Avec l'avènement de l'Islam, ils furent islamisés par des conversions forcées ou pour échapper au statut de dhimmi.
La conversion à l'Islam s'est développée à la fois en masse et progressivement durant les périodes successives de domination d'élites étrangères sur la Palestine, en commençant par les divers souverains arabes musulmans de l'époque de la conquête musulmane; qui ont été suivis des dynasties musulmanes non-arabes comme les Kurdes Ayyoubides, les Mamelouks (musulmans caucasiens et turcs) et finalement les Turcs ottomans. Cette domination musulmane étrangère sur une population indigène devenue largement musulmane fut brièvement interrompue par les Croisés, de 1096 jusqu'à leur expulsion par les Mamelouks en 1291.

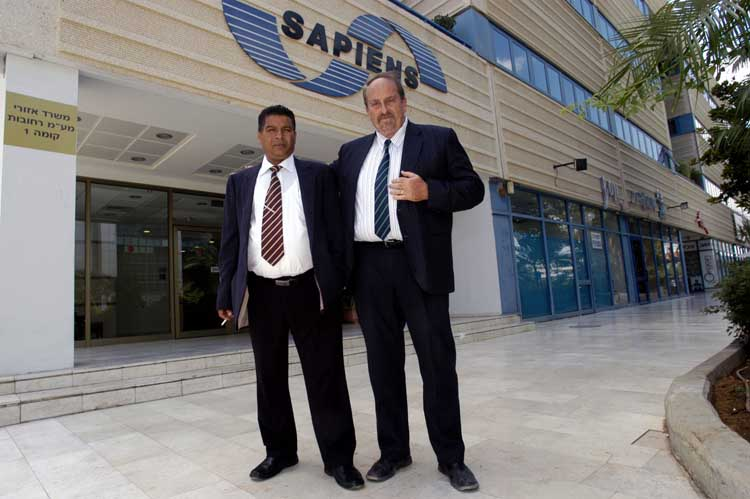
Tsvi Misinai et Ovadia Yerushalmi, un activiste bédouin de la tribu Sawarika, devant l'immeuble de la Sapiens Corporation

Misinai affirme qu'au cours de ce processus graduel de conversion (accompagné par une arabisation), la majorité fut convertie de force pendant la dynastie chiite fatimide sous le règne du calife Al-Hakim. En 1009, la faction extrémiste parmi ses ministres fit passer des décrets contre les Juifs et les chrétiens.
En 1012, les édits de Al-Hakim furent proclamés, selon lesquels tous les Juifs et chrétiens de Palestine recevaient l'ordre de se convertir à l'Islam ou de partir. Ceci amena la majorité des chrétiens d'origine non-hébraïque (c'est-à-dire les chrétiens étrangers) à quitter la Palestine, alors que 90 % des Juifs, Samaritains et chrétiens d'origine juive se convertirent à l'Islam. Ils furent ensuite arabisés, acculturés à la langue et à la culture arabe. 
Plus tard, lorsque les édits furent abolis en  1044 sous le règne du Calife Al-Mustansir du Caire, seulement 27 % des Juifs convertis à l'Islam revinrent ouvertement au judaïsme, et tous restèrent Musta’arabi. Les autres continuèrent à vivre en musulmans crypto-juifs afin de continuer à bénéficier des avantages économiques des musulmans, comme l'exemption des impôts jizya et kharaj, la possibilité de vendre leurs produits agricoles à l'étranger ou trouver des emplois dans le gouvernement. Plus tard, après l'avènement des Mamelouks, le judaïsme atteint un point de non-retour en Palestine.

### Arguments
Tsvi Misinai valide sa théorie de l'origine hébraïque des Palestiniens sur la base de diverses découvertes et considérations  historico-démographiques, historico-géographiques, génétiques, culturelles, linguistiques, et sur les traditions orales palestiniennes. Dans son livre  "Brother shall not lift sword against brother", il détaille les nombreux témoignages de descendance juive par des Palestiniens et des Bédouins, et cite les études anthropologiques menées par Israel Belkind (l'un des organisateurs du Bilou), David Ben Gourion et Yitzhak Ben-Zvi. 
Misinai cite également trois études génétiques qui appuient cette théorie. Parmi elles, les études récentes menées par le professeur Ariella Oppenheim de l'université hébraïque de Jérusalem sur le chromosome mâle Y, qui ont révélé que les Juifs contemporains et les Palestiniens sont les descendants modernes d'une population souche qui vivait sur le territoire de l'actuel état d'Israël depuis la préhistoire,. En 2001, le magazine Human Immunology a publié une étude génétique du professeur Antonio  Arnez-Vilna, un chercheur espagnol de l'université Complutense de Madrid, qui a découvert que les systèmes immunitaires des Juifs et des Palestiniens sont extrêmement proches l'un de l'autre, au point de démontrer avec une quasi-certitude, leur identité génétique. Plus encore, en 2002 des tests menés par des chercheurs de l'Université de Tel Aviv, on déterminé qu'il n'y a que deux populations dans le monde, les Palestiniens et les Juifs Ashkénazes, qui sont touchées par un syndrome de surdité héritée spécifique.

### Classification des Palestiniens
Tsvi Misinai distingue dans le peuple palestinien trois groupes principaux : « Descendants d'Israël », « Frères d'Israël » et « Palestiniens d'origines variées ». Il affirme que jusqu'à récemment, il y a eu très peu d'intermariages entre ces différents groupes, car les Palestiniens tendaient à se marier au sein du leur.

## Source
- (en) Cet article est partiellement ou en totalité issu de l’article de Wikipédia en anglais intitulé « Tsvi Misinai » (voir la liste des auteurs).